# NGC 722
NGC 722 est une galaxie spirale située dans la constellation du Bélier. NGC 722 a été découverte par l'astronome prussien Heinrich d'Arrest en 1861.

## Caractéristiques
Sa vitesse par rapport au fond diffus cosmologique est de 4 629 ± 20 km/s, ce qui correspond à une distance de Hubble de 68,3 ± 4,8 Mpc (∼223 millions d'al).
À ce jour, quatre mesures non basées sur le décalage vers le rouge (redshift) donnent une distance de 63,100 ± 13,608 Mpc (∼206 millions d'al), ce qui est à l'intérieur des valeurs de la distance de Hubble. Notons cependant que c'est avec la valeur moyenne des mesures indépendantes, lorsqu'elles existent, que la base de données NASA/IPAC calcule le diamètre d'une galaxie et qu'en conséquence le diamètre de NGC 722 pourrait être d'environ 41,7 kpc (∼136 000 al) si on utilisait la distance de Hubble pour le calculer.
NGC 722 est près de Beta Arietis, une étoile brillante de magnitude apparente égale à 2,64. La lueur de cette étoiles rend difficile l'observation de la galaxie.